# Umsiedlungsaktion für Luxemburg
Am 9. September 1942 verkündete Gustav Simon, der Leiter des  CdZ-Gebiet Luxemburg die Umsiedlungsaktion für Luxemburg. In ihrem Verlauf wurden bis zum Kriegsende etwa 4200 Luxemburger Bürger nach rassischen Wertmaßstäben unter Zwang in den Osten „umgesiedelt“.

## Hintergrund
Am 9. August 1942 fand eine Besprechung im Führerhauptquartier im Beisein der CdZ Leiter Wagner, Bürckel und Simon mit Staatssekretär Stuckart, Außenminister Ribbentrop und Generalfeldmarschall Keitel statt. Dabei wurde eröffnet, dass Hitler der „Evakuierung“ aller „Asozialen und Verbrecher“, aller „Minderwertigen“ und „blutmäßig nicht zu uns Gehörenden“ für das Elsass, Lothringen und Luxemburg zugestimmt habe. Umsiedlungen größten Stils müssten vorerst unterbleiben, Einzelaktionen wären nach dem Willen Hitlers und Himmlers aber möglich. Die daraufhin vorbereiteten und Anfang 1943 umgesetzten „Absiedlungen“ und „Evakuierungen“ betrafen gleichzeitig die Gebiete Elsass, Lothringen und Luxemburg. Mit der „Verordnung des Reichsministers des Inneren über die Staatsangehörigkeit in Elsaß, Lothringen und Luxemburg“ vom 23. August 1942 erhielten „deutschstämmige“ Bewohner und deren Familien dieser Region die deutsche Staatsangehörigkeit. Diese wurde nach den rassistischen Maßstäben der deutschen Volksliste des Reichskommissars für die Festigung deutschen Volkstums abgestuft und diente auch dazu, die Zahl der Wehrpflichtigen völkerrechtswidrig zu erhöhen. In Lothringen und Luxemburg kümmerte sich SS-Hauptsturmführer Fritz Castagne als „RuS-Führer Rhein-Westmark“ ab November 1942 um die rassischen Selektionen.

## Umsiedlungsaktion
Am 9. September 1942 verkündete Simon die Umsiedlungsaktion für Luxemburg. Für 1943 war die Umsiedlung von 10.000 Familien (also ca. 35.000 Personen) vorgesehen.
Bis 1944 wurden mindestens 1410 Familien mit ca. 4200 Personen nach dem Osten, dem Sudetengebiet und Oberschlesien, umgesiedelt. Eine Rückkehr nach Luxemburg war grundsätzlich ausgeschlossen. Ab 1943 kamen zu den aus politischen Gründen umgesiedelten Familien nun in erster Linie die Familien, deren Söhne dem Gestellungsbefehl als Zwangsrekrutierte keine Folge leisteten oder nicht mehr zu ihrem Truppenteil zurückgekehrt waren, hinzu. Von den Umgesiedelten kamen in den Lagern 73 Personen um, darunter 9 Kinder, die besonders unter der schlechten Ernährung und der mangelnden medizinischen Versorgung zu leiden hatten.
Die Umgesiedelten sollten nach Aussage des Landrates von Esch/Alzig „wirtschaftlich ausgeschaltet werden“. Ihr Vermögen wurde der Deutschen Umsiedlungs-Treuhandgesellschaft (DUT) zur Verfügung gestellt. Diese hatte auch die Aufgabe, bewährte volks- und reichsdeutsche Umsiedler zur Festigung des deutschen Volkstums anzusiedeln. In Luxemburg wurden insgesamt 1.415 deutschstämmige Personen vor allem aus Bosnien und Kroatien (659), aus Südtirol (432), Siebenbürgen (62) und dem Buchenland (134) angesiedelt. Hauptsächlich Bauern und Landarbeiter, die hier Betriebe umgesiedelter Einheimischer erhielten.

## Gedenken

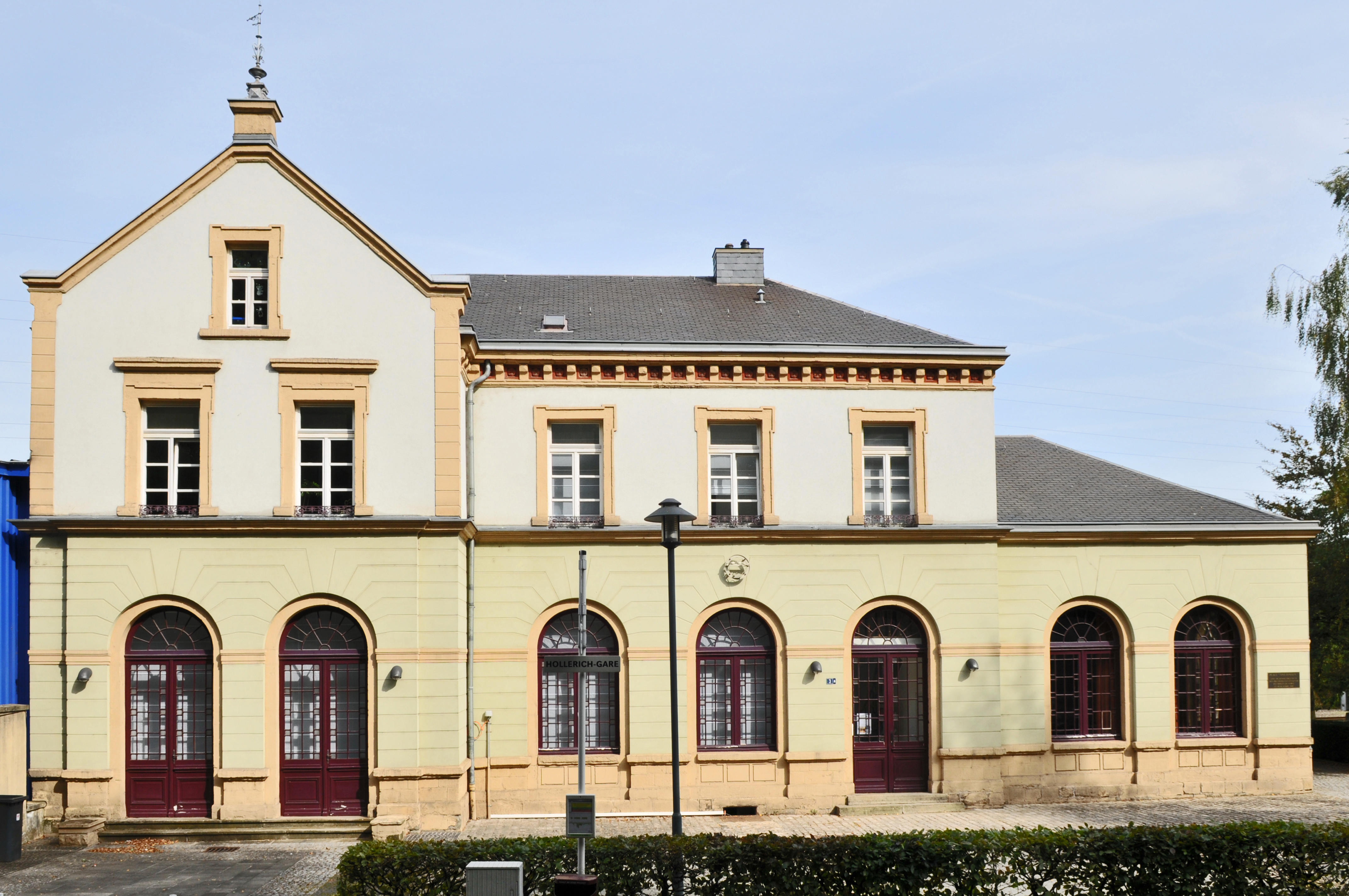
Gedenkstätte ehemaliger Bahnhof Hollerich

Das Mémorial de la Déportation im ehemaligen Bahnhofsgebäude Luxemburg-Hollerich erinnert seit 1996 an die Deportationen von Juden, Luxemburger Zwangsrekrutierten, Umsiedlern und Widerständlern.